# Pueblo Santa Clara
El Pueblo Santa Clara (tewa: Kha'po que significa vall de roses salvatges) és una concentració de població designada pel cens dels Estats Units al comtat de Rio Arriba l'estat de Nou Mèxic. Segons el cens del 2000 tenia 980 habitants. Aproximadament uns 3.800 resideixen a la reserva índia Santa Clara. El Pueblo Santa Clara fou establit vers el 1550.
Santa Clara és membre dels Vuit Pueblos del Nord i forma part de l'ètnia ameríndia dels tewes, i que parlen la llengua tewa del grup kiowa-tano. El poble es troba al riu Grande, entre el pueblo Ohkay Owingeh (abans Pueblo San Juan) al nord i el Pueblo San Ildefonso al sud. Pueblo Santa Clara és famós per la producció ceràmica artesanal. El poble és a la llista del Registre Nacional de Llocs Històrics.

## Geografia
Pueblo Santa Clara es troba a 35° 58′ 16″ N, 106° 5′ 21″ O / 35.97111°N,106.08917°O (35.971124, -106.089111), unes 1,5 milles al sud d'Española a la NM 30.
Segons l'Oficina del Cens dels Estats Units, el CDP té una àrea total de 2,1 milles quadrades (5,4 km²), tots ells terra.

## Demografia
Segons el cens de 2010 hi havia 1.018 persones residint a Pueblo Santa Clara. La densitat de població era de 194,2 hab./km². Dels 1018 habitants, Poble de Santa Clara estava compost pel 10,31% blancs, el 0.,29% eren afroamericans, el 77,5% eren amerindis, el 0,29% eren asiàtics, el 0% eren illencs del Pacífic, el 9,92% eren d'altres races i l'1,67% pertanyien a dos o més races. Del total de la població el 23,58% eren hispans de qualsevol raça. El nombre total de membres de la tribu santa clara en 2000 eren 1.273 en tots els Estats Units.

## Història
Els pueblo van viure a la zona durant segles abans del contacte amb els europeus, i els Anasazi poden haver viscut a l'àrea general i en 1200 abans de Crist.
En 1541, part de la força expedicionària de Francisco Vásquez de Coronado va visitar el poble. En 1628 s'hi va establir una missió, i l'església actual va ser construïda al voltant de 1918. Va lluitar en la gran revolta pueblo de 1680 contra els espanyols. Els terrissaires pueblo són coneguts per la seva terrissa policroma de negre polit i vermell.

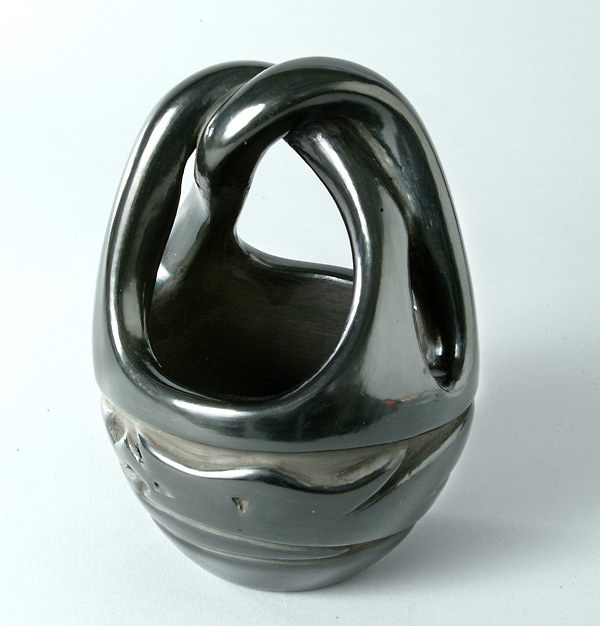
Terrissa Santa Clara amb disseny Awanyu, per Florence Browning, 1996

## Personatges il·lustres
- Pablita Velarde, pintora
- Edward Dozier, antropòleg
- Gregory Cajete, autor i educador
- Nora Naranjo-Morse, cineasta
- Anita Louise Suazo, terrissaire